# WWK保险集团
WWK保险集团（德語：WWK Versicherungsgruppe）是一家德国保险公司，它是由WWK人寿保险（WWK Lebensversicherung a.G.）、WWK一般保险（WWK Allgemeine Versicherung AG）、WWK养老基金（WWK Pensionsfonds AG）和成立于2001年的WWK投资公司（WWK Investment S.A.）所共同组成。WWK的核心业务为预防、保障和投资。